# Neobisium carcinoides
Espèce
Synonymes
- Chelifer carcinoides Hermann, 1804
- Obisium muscorum Leach, 1817
- Chelifer corticalis Hahn, 1834
- Obisium nemorale C.L. Koch, 1839
- Obisium tenellum C.L. Koch, 1843
- Obisium gracile C.L. Koch, 1843
- Obisium muscorum olivaceum Simon, 1879
- Neobisium germanicum Beier, 1931
- Neobisium improvisum Redikorzev, 1949

Neobisium carcinoides est une espèce de pseudoscorpions de la famille des Neobisiidae.

## Distribution
Cette espèce se rencontre au Portugal, en Espagne, en France, au Royaume-Uni, en Irlande, en Islande, en Norvège, en Suède, en Finlande, en Estonie, en Lettonie, en Russie, au Danemark, aux Pays-Bas, en Belgique, au Luxembourg, en Allemagne, en Pologne, en Slovaquie, en Tchéquie, en Autriche, en Suisse, en Italie, en Slovénie, en Croatie, en Bosnie-Herzégovine, au Monténégro, en Macédoine du Nord, en Serbie, en Hongrie, en Roumanie, en Bulgarie, en Grèce, en Ukraine, en Géorgie, en Tunisie, en Algérie, en Maroc, au Kazakhstan, en Inde et au Kenya.

## Description

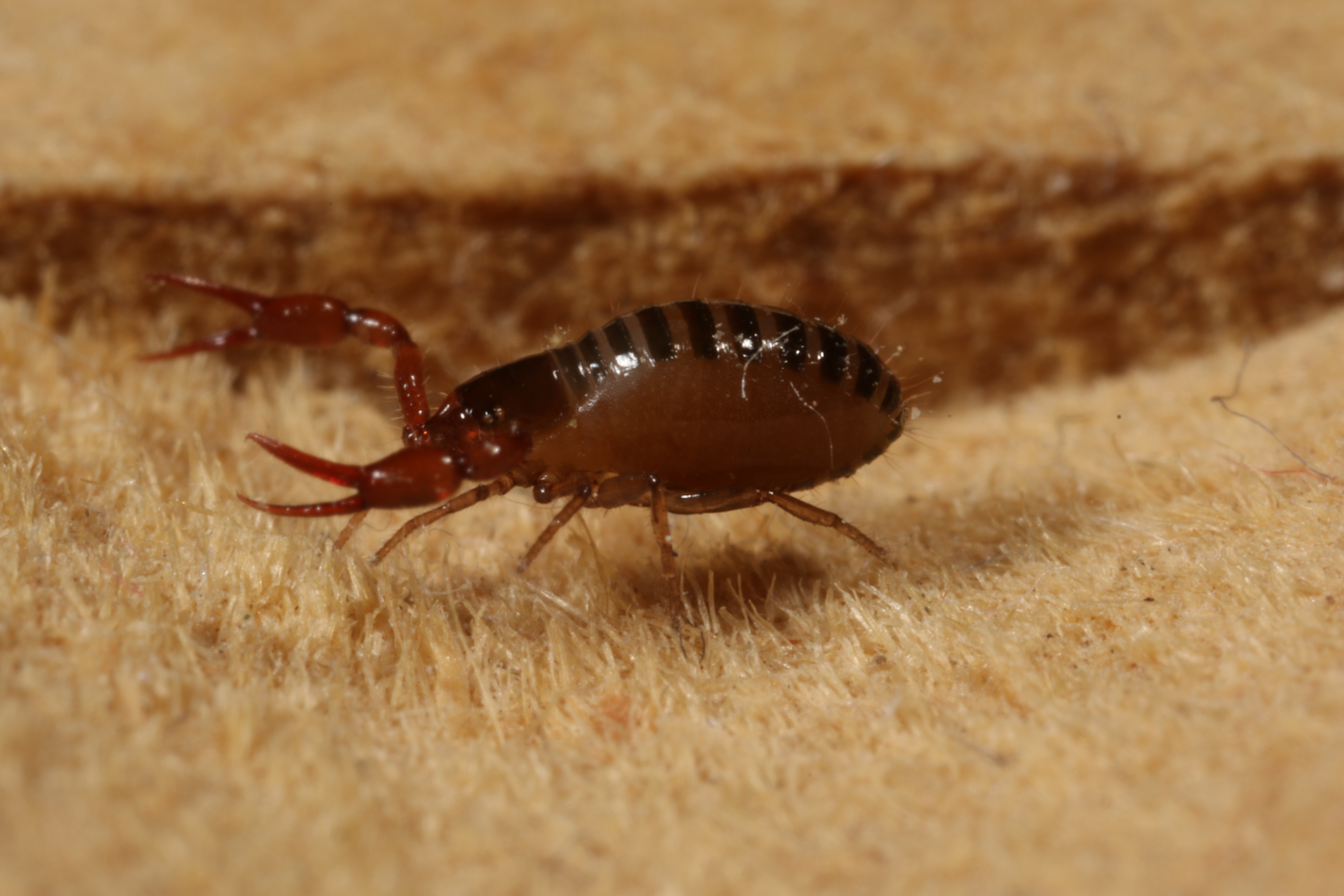
Neobisium carcinoides

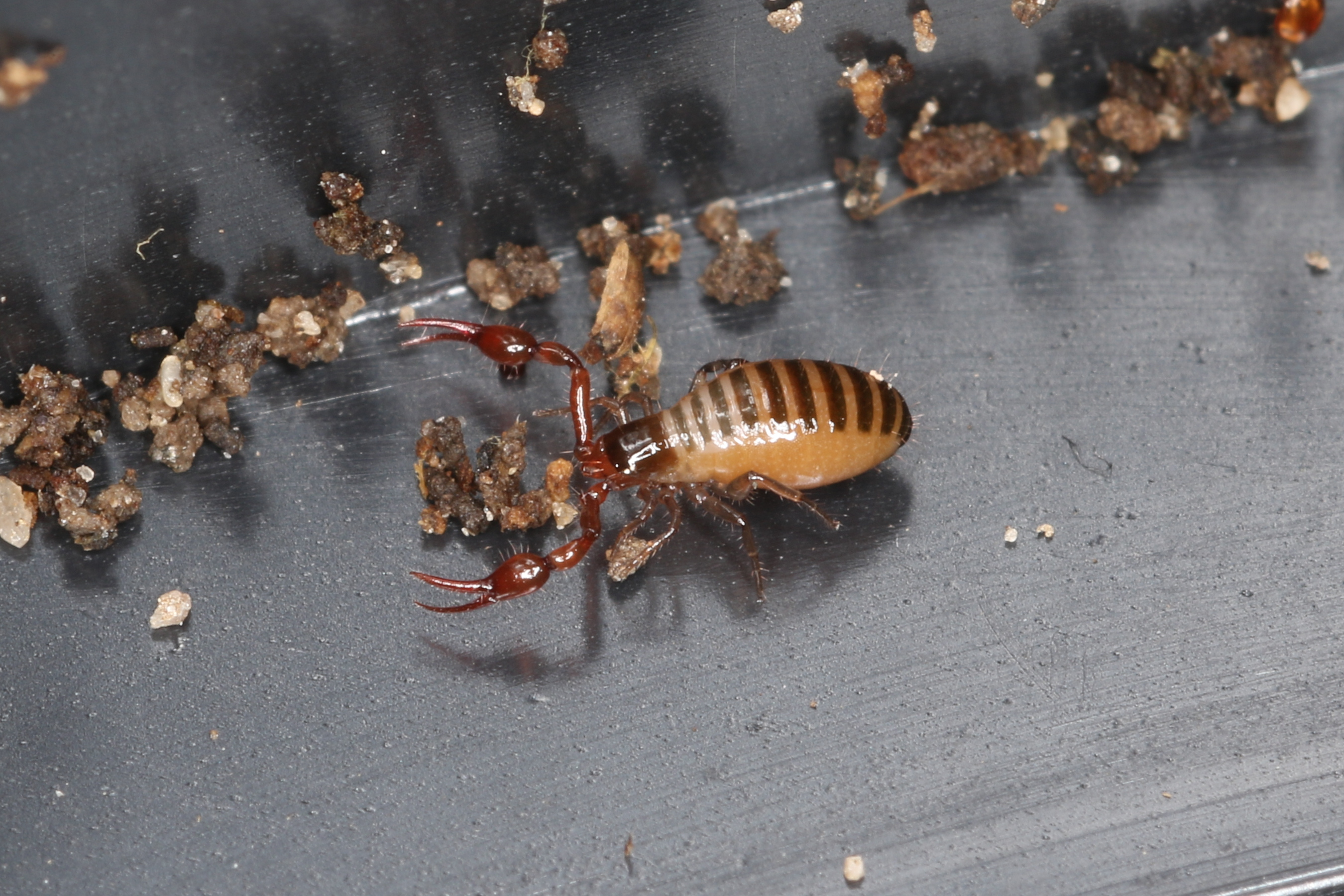
Neobisium carcinoides

Le mâle décrit par Mahnert en 1988 mesure 2,72 mm.

## Liste des sous-espèces
Selon Pseudoscorpions of the World (version 3.0) :
- Neobisium carcinoides balcanicum Hadži, 1937 de Macédoine du Nord
- Neobisium carcinoides carcinoides (Hermann, 1804)

## Systématique et taxinomie
Cette espèce a été décrite sous le protonyme Chelifer carcinoides par Hermann en 1804. Elle est placée dans le genre Neobisium par Beier en 1932 qui dans le même temps place Obisium gracile et Obisium muscorum olivaceum en synonymie.
Obisium nemorale a été placée en synonymie par C. L. Koch en 1843.
Obisium tenellum a été placée en synonymie par Simon en 1878.
Chelifer corticalis a été placée en synonymie par Simon en 1879.
Obisium muscorum et Neobisium germanicum ont été placées en synonymie par Beier en 1963.
Neobisium improvisum a été placée en synonymie par Dashdamirov et Schawaller en 1992.

## Publications originales
- Hermann, 1804 : Mémoire aptérologique. Strasbourg, p. 1-144 (texte intégral).
- Hadži, 1937 : Pseudoskorpioniden aus Südserbien. Glasnik Skopskog Naucnog Drustva, vol. 17, p. 151-187.